# Thượng mộc tán
Thượng mộc tán (danh pháp khoa học: Dendrotrophe umbellata) là một loài thực vật có hoa trong họ Santalaceae. Loài này được (Blume) Miq. mô tả khoa học đầu tiên năm 1856.